# خمول (هندسة)

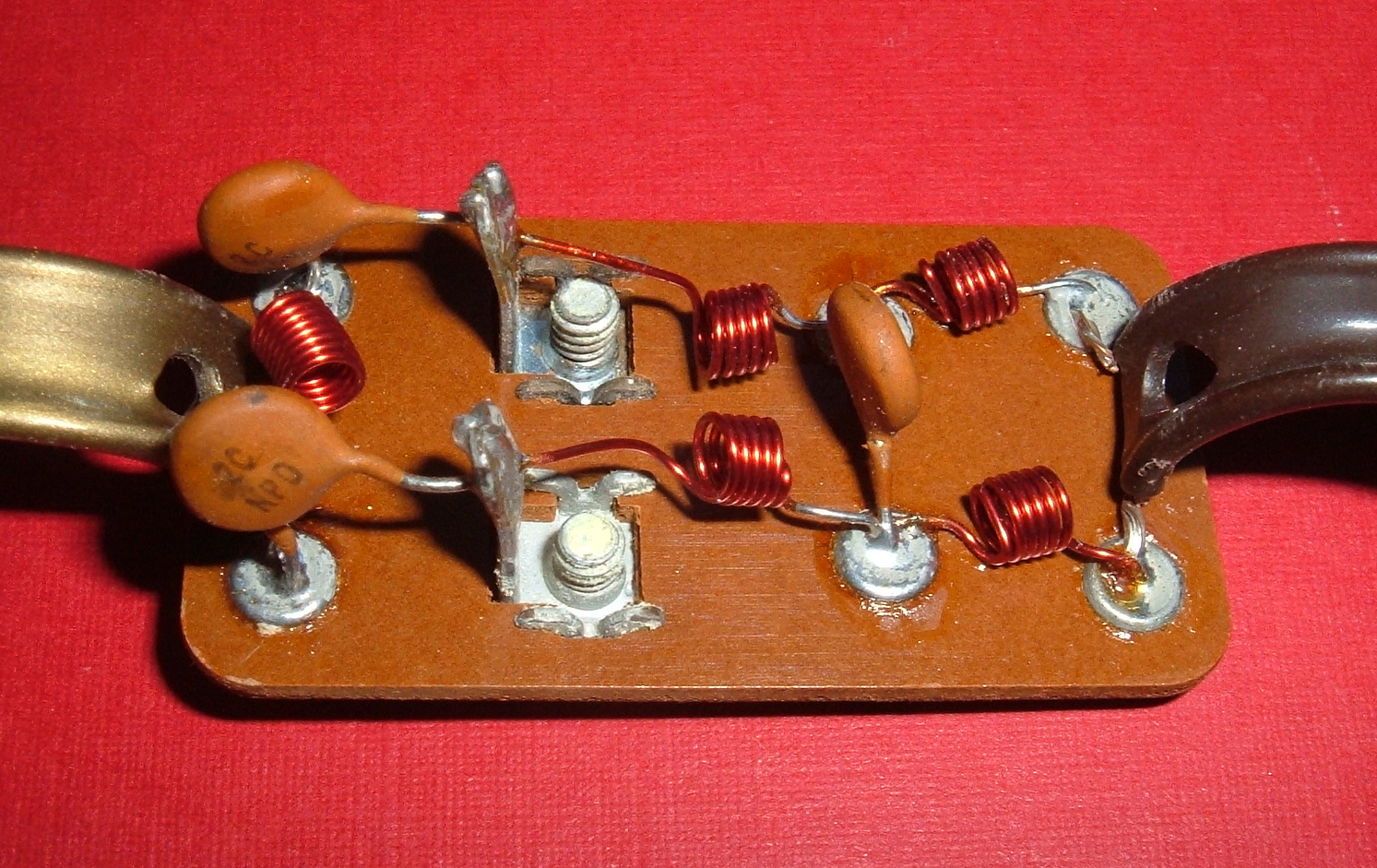

الخمول أو الكُمون أو اللافعالية (بالإنجليزية: Passivity)‏
هي خاصية في النظم الهندسية، تستخدم في مجموعة متنوعة من التخصصات الهندسية، ولكنها أكثر شيوعا في الالكترونيات التناظرية وأنظمة التحكم . المكون الخامل هو مكون إما أنه يستهلك طاقة دون أن ينتجها (خمول ديناميكي حراري)، أو مكون غير قادر على كسب الطاقة (خمول متزايد).
يسمى المكون غير الخامل بالمكون النشط. وتسمى الدائرة الإلكترونية التي تتكون كليا من المكونات الخاملة بالدائرة الخاملة (ولها نفس الخصائص المكون الخامل).
بالاستخدام خارج السياق وبدون قيود أو تمييز، فإن مصطلح الخمول مصطلح غامض. وعادة ما يستخدم المصممون التناظريون هذا المصطلح للإشارة إلى المكونات والأنظمة الخاملة بشكل متزايد، في حين أن مهندسي أنظمة التحكم سوف يستخدمونه للإشارة إلى الخمول الديناميكي الحراري.
وتسمى أحيانا الأنظمة التي يكون فيها نموذج الإشارة الصغيرة غير خامل بالأنظمة النشطة محليا (مثل الترانزستور والصمام النفقي).